# Anandrus quaesitus
Genre
Synonymes
- Elucus quaesitus Petrunkevitch, 1958

Anandrus inermis est une espèce fossile d'araignées aranéomorphes de la famille des Synotaxidae.

## Répartition
Cette espèce a été découverte en Russie dans de l'ambre de la mer Baltique. Elle date du Paléogène.

## Systématique et taxinomie
Cette espèce a été décrite sous le protonyme Elucus inermis par Petrunkevitch en 1958. Elle est placée dans le genre Anandrus par Wunderlich en 1986.

## Publication originale
- (en) Petrunkevitch, « Amber spiders in European collections », Transactions of the Connecticut Academy of Arts and Sciences, 1958, vol. 41, p. 97–400.